# 克日什托夫·维利茨基
克日什托夫·维利茨基（Krzysztof Wielicki）是一位波蘭登山家，被認為是歷史上最偉大的波蘭登山家之一。他是第五位登頂世界上全部十四座八千公尺高峰的人，也是第一位在冬季登頂珠穆朗瑪峰、干城章嘉峰和洛子峰的人。他是探險傢俱樂部的會員。

## 生涯
1950年1月5日，克日什托夫·维利茨基出生於大波蘭Szklarka Przygodzicka。他畢業於弗羅茨瓦夫科技大學（WUST），主修電子專業。1970年5月，他開始在索科利基進行登山活動。1972年，他參加了第一次攀岩課程以及由旺達·魯特基耶維茨（Wanda Rutkiewicz）領導的冬季訓練營。
1973年，他在多洛米蒂山脈的一個營地中取得了第一個重大的國際登山成功。他與博格丹·諾瓦奇克（Bogdan Nowaczyk）一起成為第一個在一天之內完成蓬塔奇維塔（Punta Civetta）義大利-法國之路的登山者。後來，他又去攀登高加索山脈、興都庫什山脈和帕米爾山脈。
1980年2月17日，成為安德烈·扎瓦達（Andrzej Zawada）率領的波蘭國家探險隊成員，維利茨基和萊謝克·西奇（Leszek Cichy）登上珠穆朗瑪峰頂峰，成為首批在冬季攀登八千米高峰的人。他也是第一個在冬季成功登頂世界四座最高峰中的三座—珠穆朗瑪峰、干城章嘉峰和洛子峰的人。
他曾獨自攀登布洛阿特峰，並首次在24小時內從基地登頂八千米高峰。他獨自攀登了道拉吉里峰和希夏邦馬峰，開闢了新的路線。他也獨自登頂了加舒爾布魯木II峰和南迦帕爾巴特峰，僅有少數巴基斯坦牧羊人見證過這項壯舉。他參加過多次喬戈里峰的探險活動。1996年，他與兩名義大利登山者一起沿著北側登頂。
他組織了2002年至2003年波蘭冬季喬戈里峰探險隊，但未能登頂。2006-2007年，他曾組織一次冬季南迦帕爾巴特峰探險活動，再次嘗試攀登八千米高峰，但由於天氣條件惡劣而被迫返回。2013年，他率領探險隊冬季攀登布洛阿特峰。3月5日，Adam Bielecki、Artur Małek  、Maciej Berbeka和Tomasz Kowalski首次在冬季登頂珠穆朗瑪峰。2018年，他再次率領登山隊在冬季登頂喬戈里峰，但未能成功。
2022年1月，他出版了自傳《Solo》。

## 外部連結
- Interview with Krzysztof Wielicki （页面存档备份，存于）
- Krzysztof Wielicki the famous Polish climber./ Version polish and english / （页面存档备份，存于）
- Krzysztof Wielicki - Polish Winter Expedition 1980 （页面存档备份，存于）
- Polish winter expedition to K2, 2002/3 /Version polish and english/ （页面存档备份，存于）